# Дисциплина
Дисциплина  (лат. disciplina наука, обучавање;знаност, систем; ред, дисциплина; начин обучавања, метода.) Дисциплина је дио или грана науке, која има свој посебни предмет и посебну методологију, те се третира као засебна наука. Тако су се нпр.палеонтологија, ембриологија, генетика итд. издвојиле као посебне дисциплине из биологије или. Дисциплине су и гране спорта које су се посебно издвојиле. Дисциплина је и правило понашања неке интересне групе у сврху постизања заједничких циљева.